# Waivers
Waivers - element systemu transferowego w zawodowych sportach zespołowych (szczególnie w Stanach Zjednoczonych i Kanadzie), polegający na zaoferowaniu zawodnika, najczęściej nieodpłatnie lub za niewielką, ustaloną regulaminem sumę, pozostałym ekipom w lidze. Spośród klubów zainteresowanych przejęciem gracza (i tym samym jego aktualnego kontraktu) pierwszeństwo ma zwykle ten zajmujący najniższe miejsce w tabeli rozgrywek.
Wyraz waivers pochodzi od angielskiego czasownika waive i oznacza "zrzec się prawa do czegoś". Klub najczęściej zrzeka się prawa do zawodnika i umieszcza go na liście transferowej - waivers, gdy nie spełnia on sportowych oczekiwań, ale wysoki kontrakt uniemożliwia jego zwolnienie bez odszkodowania lub gdy chce sprowadzić na jego miejsce innego zawodnika, a nie ma chętnych do nabycia go poprzez wymianę. Powody takiej decyzji bywają różne.
Jeśli gracz w ciągu kilku dni nie zostanie przez nikogo przejęty, a jego aktualny klub nie przywróci go do składu, staje się on wolnym agentem (NBA, NFL) lub traci pewne przywileje i może np. zostać przeniesiony do zespołu rezerw (MLB). W zależności od rozgrywek zasady waivers mogą się znacznie od siebie różnić.

## Waivers w MLB
W baseballowej MLB waiver to "zgoda wyrażona przez ligę na dokonanywanie określonych ruchów transferowych lub na bezwarunkowe zwolnienie gracza przez klub".
Istnieją cztery rodzaje waivers:
- Trade assignment waivers - wymagane przy wymianie zawodników pomiędzy klubami dokonywanej w okresie od 1 sierpnia do zakończenia sezonu ligowego,
- Outright assignment waivers - wymagane do usunięcia gracza posiadającego kontrakt MLB z kadry pierwszego zespołu (listy "40") i przesunięcia go do niższej ligi (MiLB), bez możliwości powrotu na listę "40",
- Optional assignment waivers - wymagane do wielokrotnego przesuwania gracza (posiadającego kontrakt MLB) pomiędzy MLB a MiLB w trakcie jednego sezonu,
- Unconditional Release waivers - wymagany do bezwarunkowego zwolnienia z klubu gracza posiadającego kontrakt MLB.